# Barvení (biologie)

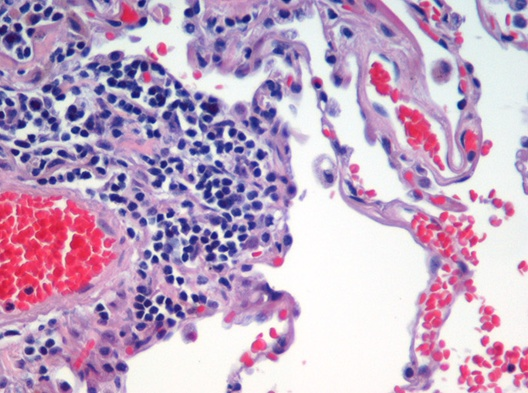
Plicní tkáň pacienta s emphysemou barveno hematoxylinem a eosinem.

Barvení je biochemická metoda, kterou se přidá k substrátu specifická barvící látka (barvivo) a slouží v biologii na prokázání výskytu (kvalifikaci) nebo množství (kvantifikaci) specifické látky ve zkoumané tkáni nebo v pletivu, nebo k obarvení celých struktur a objektů, které zlepšuje nebo umožňuje jejich pozorování optickým mikroskopem.

## Užívaná barviva
abecedně:
- bismarckova hněď
- karmín – barví jádra červeně, extrakt ze samiček červce nopálového (Coccus cacti), nepřebarvuje, dříve využíván v embryologických studiích pro barvení celých bloků tkání.
- Coomassie
- DAPI
- eosin
- Erie garnet = direct red 10
- etidium bromid
- fenolová červeň
- hematoxylin
- Hoechstovo barvivo
- jód
- jádrová červeň „Kerlechtrot“ – barví jádra červeně, v roztoku síranu hlinitého
- Kongo červeň = Congo red = direct red 28 – barví amyloid červeně
- krystalová violeť
- kyselina pikrová (2,4,6-trinitrofenol) – barví cytoplazmu buněk a svaly žlutě
- kyselý fuchsin – kolagenní vlákna červeně
- Luciferová žluť – fluorescenční barvivo
- malachitová zeleň
- methylová zeleň
- methylová modř
- neutrální červeň
- nilská modř
- nilská červeň = Nile blue oxazone – barví tukové kapénky červeně
- olejová červeň = oil red O – barví tuk červeně
- rhodamin
- safranin
- saturnová červeň (sirius red F3B, direct red 80, F3B 200, C. I. No. 35780, CAS No. 2610-10-8) – azobarvivo, kolagenní vlákna barví červeně, případně barvení amyloidu
- irius red 4B = direct red 79 = L4B 200 – azobarvivo
- šafrán – barví kolagen, extrakt z blizen šafránu setého
- Weigertův železitý hematoxylin = Weigert's Iron Hematoxylin – barví chromatin v jádrech šedě nebo temně hnědě (modročerně až hnědočerně)

## Barvicí metody
Existuje mnoho detailně rozpracovaných barvících metod, z nejvýznamnějších je možné uvést:

### Barvení mukopolysacharidů
Mukopolysacharidy se barví směsí PAS, alciánové modři a hematoxylinu, a to tímto postupem:
1. odparafínování: xylen 1 (5 min.), xylen 2 (5 min.), alkohol 1 (5 min.), alkohol 2 (5 min.), oplach v destilce
2. kyselina jodistá 0,5 % 5 minut
3. praní vodou 2–3 min, oplach destilovanou vodou
4. Schiffovo reagens 20–30 min
5. tekoucí voda 10 min., oplach destilovanou vodou
6. alciánová modř (před použitím se doporučuje přefiltrovat) 1-2 hod.
7. oplach vodou
8. hematoxylin 5 min.
9. praní 20 min., oplach destilovanou vodou, oplach absolutním alkoholem, xylen 3 (5 min.), xylen 4 (5 min.), montování

Výsledek:
- neutrální mukopolysacharidy a glykogen – červeně
- kyselé mukopolysacharidy – modrozeleně
- jádra – modře hematoxylinem

### Barvení kolagenních vláken
Kolagenní vlákna je možné barvit za použití saturnové červeni a Weigertova železitého hematoxylinu:
1. odparafínování: xylen 1 (5 min.), xylen 2 (5 min.), alkohol 1 (5 min.), alkohol 2 (5 min.)
2. důkladně proprat ve vodě
3. Weigertův železitý hematoxylin (roztok A + roztok B 1 : 1) 5 min. nebo gallocyanin 24 hod.
4. praní v tekoucí vodě 5–10 min.
5. saturnová červeň 1–20 min. (10 ml 1 % roztoku saturnové červeně + 90 ml nasyceného roztoku kys. pikrové)
6. několikrát oplach v absolutním alkoholu, xylen 3, xylen 4, montování

Výsledek:
- kolagenní vlákna – červeně
- svalovina – žlutě (pouze pokud je v saturnové červeni také kyselina pikrová)
- jádra – hematoxylinem

### Barvení elastických vláken
(orcein + hematoxylin)
1. odparafínování: xylen 1 (5 min.), xylen 2 (5 min.), alkohol 1 (5 min.), alkohol 2 (5 min.), oplach v destilované vodě
2. orcein 6-8 hod. při teplotě 38-40 °C
3. oplach destilovanou vodou
4. oplach kyselým alkoholem 70 %
5. praní ve vodě
6. hematoxylin 5 min.
7. praní 20 min., oplach destilovanou vodou, oplach absolutním alkoholem, xylen 3, xylen 4, montování

Výsledek:
- elastická vlákna – červenohnědě (elastické vazivo (žluté vazy obratlů, vazy hrtanu), elastická chrupavka (ušní boltec, epiglottis))

### Gramovo barvení
Základní barvící metoda v mikrobiologii. Barvíme fixovaný preparát.
1. krystalová violeť na 20s – oplach ve vodě
2. Lugolův roztok na 20s – oplach ve vodě
3. aceton – odbarvení (dokud odtéká barva z preparátu)
4. Karbolfuchsin na 20s – oplach ve vodě.